# Rough House
| Recensione   | Giudizio |
| ------------ | -------- |
| AllMusic     | [ 1 ]    |
| Progarchives | [ 2 ]    |

Rough House è un album discografico a nome John Scofield Quartet, pubblicato dall'etichetta discografica tedesca Enja Records nel 1979.

## Tracce
Lato A
1. Rough House – 9:13 (John Scofield)
2. Alster Fields – 5:27 (John Scofield)
3. Ailleron – 6:50 (John Scofield)

Lato B
1. Slow Elvin – 6:10 (John Scofield)
2. Triple Play – 8:26 (Hal Galper)
3. Air Pakistan – 3:25 (John Scofield)

## Formazione
- John Scofield - chitarra
- Hal Galper - pianoforte
- Stafford James - contrabbasso
- Adam Nussbaum - batteria

Note aggiuntive
- Horst Weber e Matthias Winckelmann - produttori
- Registrazioni effettuate il 27 novembre 1978 presso Studio Zuckerfabrik di Stoccarda (Germania)
- Gibbs Platen - ingegnere delle registrazioni (e del mixaggio)
- Adelhard Roidinger - fotografie
- Weber/Winckelmann - cover design (design copertina)[3]